# Kasteeltuin Assumburg
Kasteeltuin Assumburg is een kasteeltuin centraal gelegen in het park Assumburg/Oud Haerlem achter slot Assumburg te Heemskerk. Op dezelfde plek waar de kasteeltuin zich 300 jaar geleden bevond is in 2011 een in Franse stijl aangelegde pronktuin geopend.

## Geschiedenis

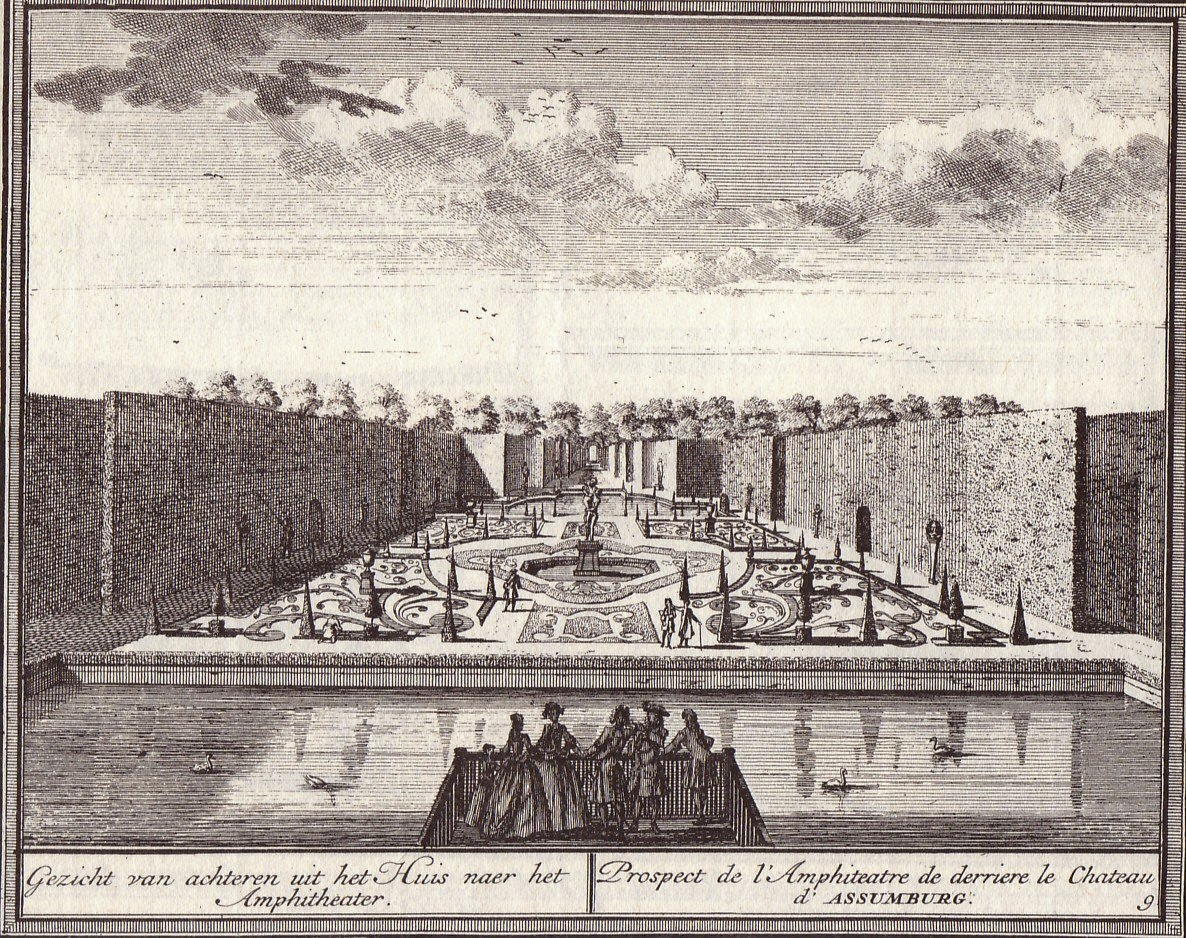
Kopergravure Kasteeltuin Assumburg, 1711

Rond het jaar 1700 liet een Amsterdamse regent, koopman en bankier, Jean Deutz (1655-1719) zijn oog vallen op slot Assumburg en liet naast een flinke verbouwing van het kasteel ook een prachtige symmetrische baroktuin aanleggen die paste bij zijn maatschappelijke positie en de schoonheidsidealen van die tijd. In 1729 werd van deze tuin een kopergravure gemaakt die als leidraad is gebruikt om de tuin weer in oude luister terug te brengen. De tuin heeft waarschijnlijk niet zo lang bestaan, gezien na de Franse revolutie deze architectuur verdween om plaats te maken voor andere tuinstijlen, zoals de Engelse landschapsstijl. Het terrein is tussen 1911 en 1945 vervallen tot vuilstortplaats. Na de aanleg van het park Assumburg Oud-Haerlem rond het jaar 2000 is in 2008 na sanering van het terrein begonnen met de reconstructie van de tuin. Op 10 juni 2011 werd de nieuwe kasteeltuin geopend.

## Huidige situatie

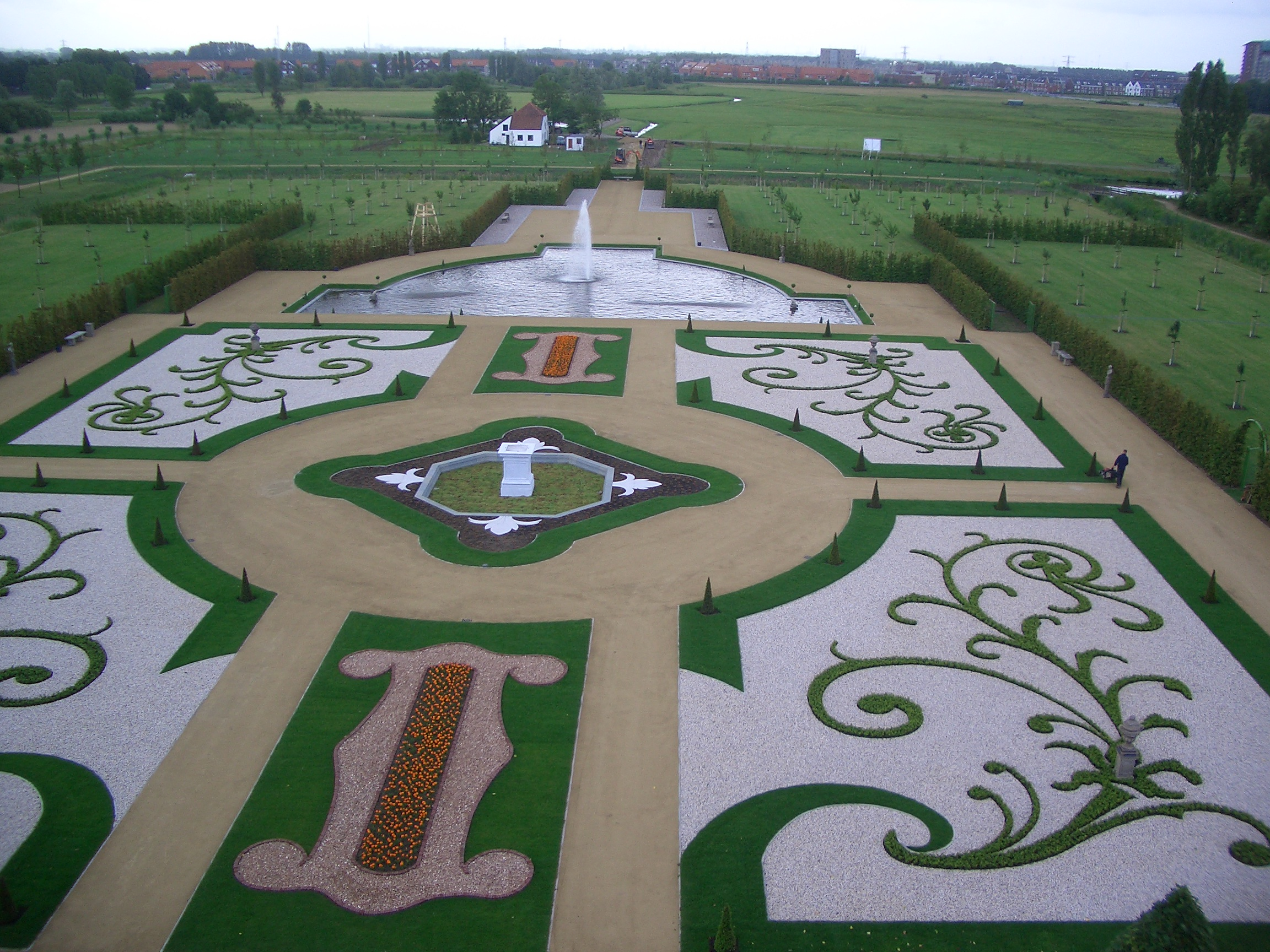
Bovenaanzicht van de huidige kasteeltuin (juni 2011)

De huidige, overdag vrij toegankelijke, kasteeltuin bevat een door haagbeuken omlijst formeel gedeelte met een flinke hof- of spiegelvijver. Deze vijver heeft een klokvorm, een granieten afdekrand, een fontein en spuwende siervissen in een gesloten, verversbaar watersysteem. Tussen de vijver en het kasteel liggen een viertal parterres met broderies (borduurwerk van kortgeknipte hagen) tussen wit grind in volledige symmetrie. Verder bevindt zich in het centrale gedeelte een verdiepte kom, waarin op een voetstuk een nog te maken 4 meter hoog marmeren standbeeld zal worden geplaatst. Langs de haag staan in stijl sierlijke sokkels met bustes, banken en bakken. Ook flinke siervazen zijn op een voetstuk in elke parterre geplaatst. De afschermende haag vernauwt zich in zuidelijke richting en eindigt in een venster, welke uitzicht geeft op een verzameling (wal)noten. Zonder verstoring is verlichting aangebracht.
Naast het formele gedeelte bevat de kasteeltuin ook een fruitboomgaard, een rozentuin en een groente –en kruidentuin. De fruitboomgaard bevat 150 hoogstam fruitbomen, voornamelijk appels en peren. De oude fruitsoorten zijn allemaal voor 1850 beschreven. De rozentuin bevat 2500 stuks rozen met in het midden een in eigen stijl ontworpen rozenprieel. De (vergeten)groente- en kruidentuin heeft een nostalgische waterput. De kasteeltuin is omsloten als een lijst om een schilderij door een laan van zomerlinden.
Ontwerper van de gehele tuin is Nico Brantjes. Een groot deel van de genoemde onderdelen van de pronktuin wordt onderhouden door vrijwilligers ofwel hoftuiniers.